# Avenul Piciorul Boului
Avenul Piciorul Boului (monument al naturii) este o arie protejată de interes național ce corespunde categoriei a III-a IUCN (rezervație naturală de tip speologic), situată în județul Vâlcea, pe teritoriul administrativ al Câineni.

## Descriere
Aria naturală este situată în Munții Făgăraș la o altitudine de 1.600 de m, în bazinul văii Cotilor, la limita nordică a județului Vâlcea cu județul Sibiu, în partea nord-estică a satului Câinenii Mari
Rezervația naturală declarată arie protejată prin Legea Nr.5 din 6 martie 2000, are o suprafață de 0,10 hectare și reprezintă un aven săpat în roci solubile; cu depozite de marmură (rocă metamorfică) și dolomite (rocă sedimentară). 